# Baraqix
Baraqix és una població de la plana de Djawf Ibn Nasir al Iemen, a uns 15 km al sud de Ma'in (Qarnaw).
Fou l'antiga ciutat de Yathill, i s'hi troba un conjunt defensiu que és el millor conservat entre els llocs preislàmics. Un temple dedicat a la deïtat de Nakrah a Barâqix, fou posat a la llum per la missió arqueològica italiana el 1990 i fou després objecte d'una tasca important de restauració per la mateixa missió la tardor del 2003.
Apareix sota influència sabea a partir del segle vii aC. Al segle vii quan els sabeus abandonen el santuari de Djabal al-Lawdh, Kuhal i Hizmat Abi Thawr, Baraqish, al mig de la zona abandonada va subsistir com a ciutat i encara va augmentar la seva importància. No és clar fins quan es va mantenir en l'òrbita del regne de Sabà i quan va passar a Ma'in.
Al segle ii aC era part del regne de Ma'in quan aquest ja iniciava el seu declivi. S'hi va instal·lar una població d'origen àrab que hi va aportar el seu panteó. Al segle i aC i I dC les fonts clàssiques esmenten que ja no era la gran ciutat fortificada que havia estat durant segles. Estrabó en el seu relat sobre l'expedició d'Eli Gal (Geografia, XVI, 4, 24), esmenta la ciutat d'Athroula, que ha estat identificada amb Yathill, i diu que es va rendir sense lluita; l'exèrcit romà s'hi va poder aprovisionar de blat i dàtils. L'arqueologia mostra restes d'incendi i destrucció important al final del segle i aC o al principi del segle i dC quan la ciutat hauria estat abandonada, i no se sap si és que els romans van devastar el lloc a la tornada o la destrucció fou provocat per un altre element. És esmentada dues vegades al segle i i al segle iii en inscripcions, però sempre només com a referència geogràfica.